# Gulbarga
Gulbarga (egy másik hivatalos nevén Kalaburagi) város India Karnátaka államában. Gulbarga kerület közigazgatási központja, az észak-karnátakai Haidarábád-Karnátaka régió legnagyobb városa. Az állam fővárosától, Bengalurutól 623 kilométerre északra fekszik, Haidarábádtól (Ándhra Prades és Telangána szövetségi államok székhelyétől) pedig 220 kilométerre. Korábban Haidarábád állam része volt, és az 1956-os államújraszervezési törvény csatolta Majszúr államhoz (a később nagyobb területen szervezett Karnátaka állam elődjéhez).